# Edward Pulaski

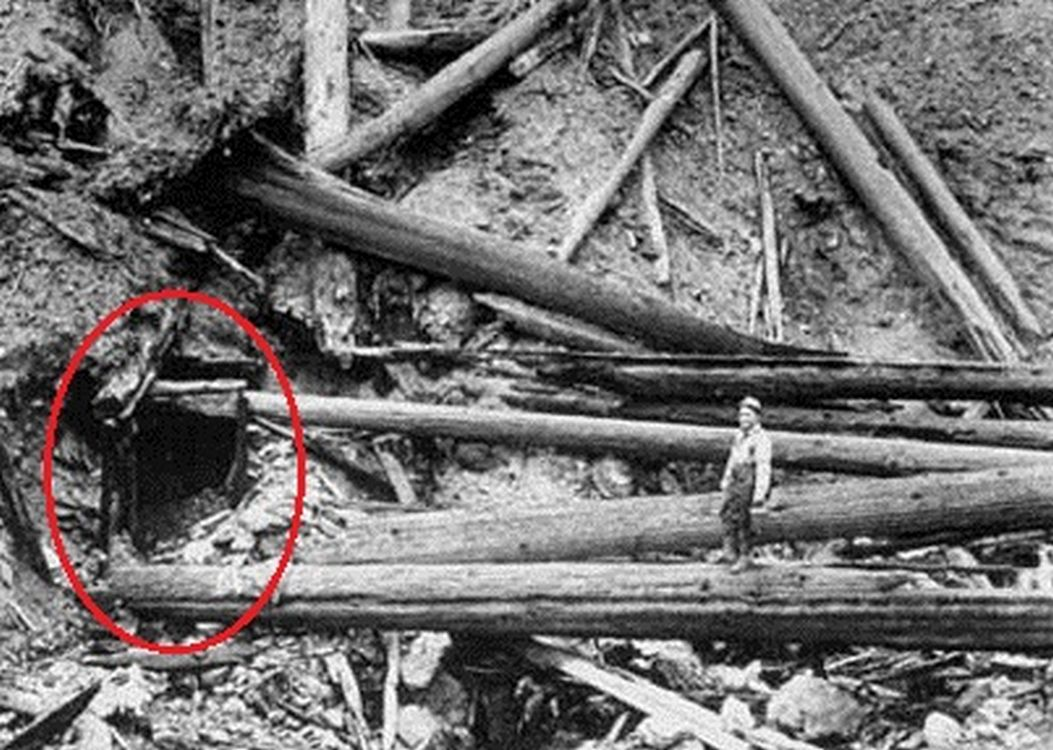
Zakreślone na czerwono wejście do kopalni w pobliżu Wallace w stanie Idaho, w której schronienie znalazła grupa 45 mężczyzn prowadzona przez Edwarda Pulaskiego, w czasie pożaru lasu (1910)

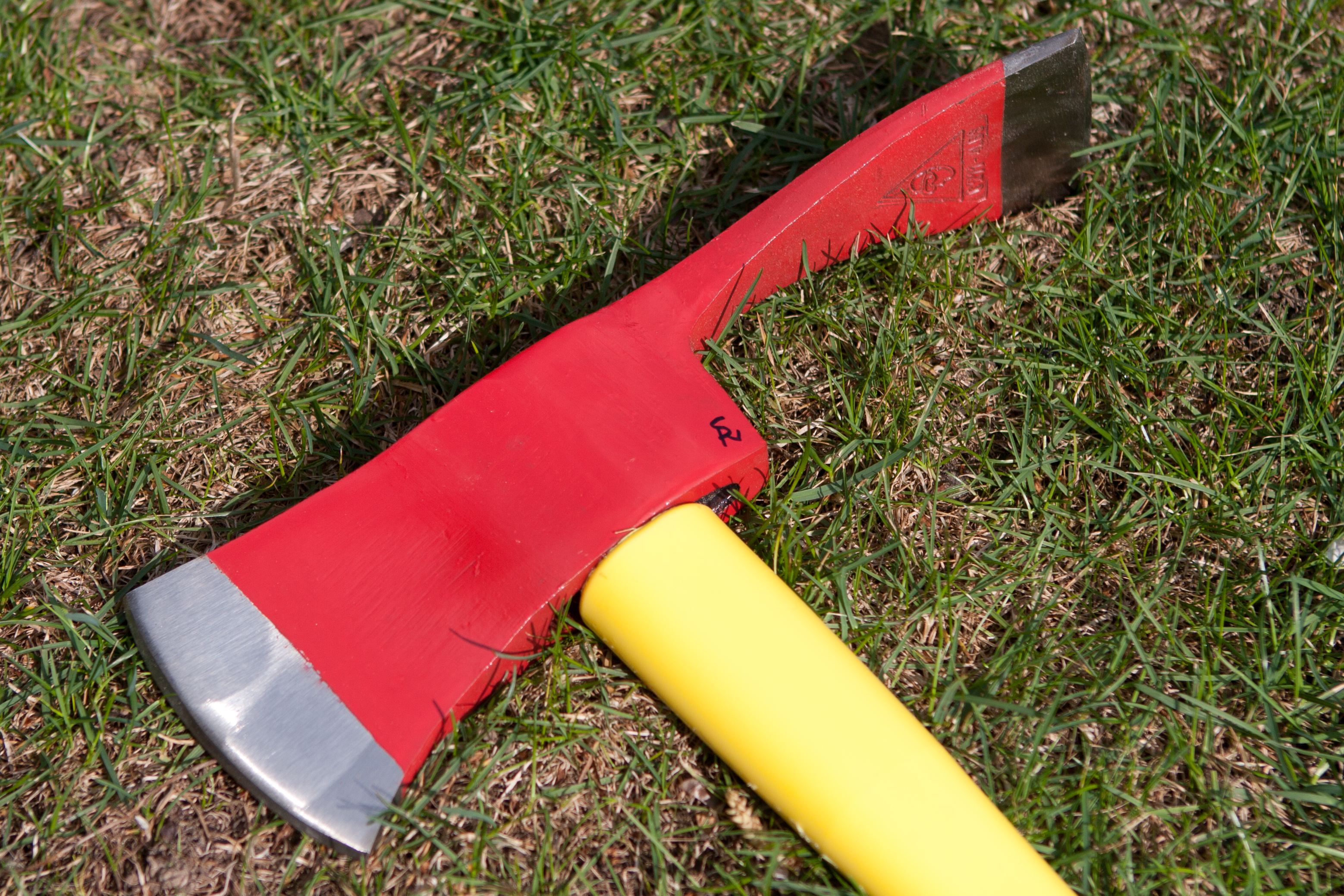
Narzędzie „Pulaski” (połączenie topora i ciesaka), wynalezione przez Edwarda Pulaskiego

Edward Crockett „Ed” Pulaski (ur. 9 lutego 1866 w Green Springs w stanie Ohio, zm. 2 lutego 1931 w Coeur d’Alene w stanie Idaho) – amerykański strażnik leśny i wynalazca polskiego pochodzenia, znany z bohaterskiej postawy podczas pożaru lasu w 1910 roku.

## Życiorys
Edward Pulaski urodził się 9 lutego 1866 roku w Green Springs w stanie Ohio jako syn Celii (1840–1918) i Rudolpha Pulaskich (1840–1928). Uważany jest za potomka generała Kazimierza Pułaskiego, polskiego i amerykańskiego bohatera narodowego. Dorastał na farmie z bratem i trzema siostrami. W 1884 roku porzucił szkołę i opuścił Green Springs. Najpierw gorączka złota przyciągnęła go do Murray w stanie Idaho, aż w 1889 roku osiadł w Coeur d’Alene w tym samym stanie. 7 lutego 1900 roku ożenił się z Emmą Zenobią Dickinson (1867–1948). Para nie miała własnych dzieci, ale adoptowała Elsie Celię (1902–1972) – córkę nieznanych z imienia i nazwiska rodziców.
Zanim 15 lipca 1908 roku rozpoczął pracę w Służbie Leśnej Stanów Zjednoczonych jako strażnik leśny, Pulaski pracował dorywczo w kopalniach i na ranczach. Jako strażnik był odpowiedzialny za obszar River District w lesie Coeur d’Alene National Forest aż do przejścia na emeryturę z powodu choroby w lutym 1930 roku. Edward Pulaski zmarł 2 lutego 1931 roku na zapalenie mięśnia sercowego. Został pochowany na cmentarzu Forest Cemetery w Coeur d’Alene w stanie Idaho.

### Wielki Pożar 1910 roku
Szczególną rolę w życiu Edwarda Pulaskiego odegrał Wielki Pożar 1910 roku (ang. Great Fire of 1910). Po tygodniach suszy na obszarze 12 140 kilometrów kwadratowych w amerykańskich stanach Idaho, Montanie i Waszyngtonie oraz w kanadyjskiej prowincji Kolumbii Brytyjskiej powstało od 1000 do 3000 pojedynczych pożarów lasów. 20 sierpnia 1910 roku silny wiatr spowodował nagłe rozprzestrzenienie się pożarów, które spowodowały śmierć ponad 90 osób (głównie strażaków).
Edward Pulaski znajdował się wówczas w Wallace w stanie Idaho i tego dnia zarządca lasu Coeur d’Alene National Forest nakazał mu przemieszczać się z jednego miejsca do drugiego i bezpośrednio koordynować działania gaśnicze. Ponieważ ogień i dym groziły uwięzieniem 45 mężczyzn, Pulaski ich zebrał i próbował poprowadzić w bezpieczne miejsce w kierunku Wallace. Kiedy ogień ich odciął, przypomniał sobie o pobliskiej starej kopalni, którą uznał za dobre miejsce na ukrycie się przed pożarami. W drodze do kopalni jeden z mężczyzn idący w grupie, został zabity przez upadające drzewo. Kiedy wieczorem dotarli do kopalni, otaczający ich las był już całkowicie w płomieniach. Po chwili szyb kopalni powoli zaczął się wypełniać dymem i jeden z mężczyzn chciał uciec do lasu. Pulaski trzymając rewolwer w dłoni zagroził, że zastrzeli każdego, kto opuści kopalnię. Kiedy pożary ustąpiły, mężczyźni mogli ponownie opuścić kopalnię, jednak pięciu z nich nie przeżyło nocy.
Śmierć w sumie sześciu ludzi prześladowała Pulaskiego do końca życia i przez dwanaście lat walczył o ich upamiętnienie. Starał się także, aby państwo pokryło koszty ich leczenia. Później uznano go za bohatera dzięki swoim czynom, ale sam siebie za takiego nie uważał. Jego działania są uważane za wzór do naśladowania w Służbie Leśnej Stanów Zjednoczonych.

## Narzędzie Pulaski
Pożary lasów w Idaho w 1910 roku ujawniły potrzebę stosowania specjalistycznego sprzętu do gaszenia pożarów. W odpowiedzi na te braki w 1911 roku Edward Pulaski wprowadził do Służby Leśnej Stanów Zjednoczonych narzędzie, które łączyło w sobie topór i ciesak. Podobne narzędzie wprowadziła już firma Collins Tool Company w 1876 roku, zatem nie jest obecnie jasne, czy Pulaski wynalazł narzędzie nazwane jego imieniem, czy po prostu je spopularyzował. Do lat dwudziestych XX wieku narzędzie „Pulaski” było produkowane jedynie w niewielkich ilościach i było znane niemal wyłącznie w regionie Gór Skalistych. Jednak z czasem stało się bardziej powszechne i ostatecznie w 1930 roku zostało standardowym narzędziem Służby Leśnej Stanów Zjednoczonych w walce z pożarami lasów.

## Upamiętnienie
W pobliżu Wallace w stanie Idaho, znajduje się góra Mount Pulaski o wysokości 1673 metrów. Pulaski Tunnel Trail to szlak amerykańskiej służby leśnej prowadzący do wejścia do kopalni, gdzie Pulaski i jego ludzie znaleźli schronienie. Kopalnię wpisano do National Register of Historic Places w 1984 roku jako Edward Pulaski Tunnel and Placer Creek Escape Route. W zbiorach Wallace District Mining Museum w Wallace, należącego do Smithsonian Institution znajduje się egzemplarz narzędzia Pulaski z inicjałami „EP”, który podobno należał do samego Edwarda Pulaskiego.